# Fergus McAteer
Fergus McAteer ist ein Steuerberater und war ein Politiker der Nationalist Party und der Irish Independence Party (IIP) in Nordirland. 
Politisch aktiv wurde McAteer in der nordirischen Bürgerrechtsbewegung der späten 1960er Jahre. Beim Bloody Sunday 1972 wurde er wegen angeblichen Steinewerfens verhaftet. Diese Anklage wurde später fallen gelassen, allerdings wandte er sich stets entschieden gegen diesen Vorhalt. Er ist der Sohn von Eddie McAteer (1914–1986), der in den 1960er Jahren Parteiführer der Nationalist Party war.
McAteer wurde 1973 und 1977 für die Nationalist Party in das Londonderry City Council gewählt. Im Oktober 1977 fusionierte die Nationalist Party mit Unity zur Irish Independence Party; dabei war McAteer zusammen mit Frank McManus (Unity) Gründungsmitglied der IIP; nach 1979 war er Parteivorsitzender der IIP. Als nordirischer Nationalist setzte sich McAteer für eine Vereinigung Nordirlands mit der Republik Irland ein, unterstützte aber auch Schritte hin zu einer Unabhängigkeit Nordirlands.
Bei den britischen Unterhauswahlen 1979 kandidierte McAteer für die IPP im Wahlkreis Londonderry und erreichte den fünften Platz. 1981 wurde McAteer für die IIP wieder in das Londonderry City Council gewählt und erhielt dabei mehr Stimmen als zuvor. Das Mandat konnte er 1985, als die IIP 17 ihrer 21 Kommunalmandate verlor, halten. Die IPP löste sich noch vor der Wahl von 1989 auf und Fergus McAteer kandidierte nicht mehr.
McAteer gründete 1973 eine Steuerberaterfirma, in der er mit 13 Mitarbeitern und seinem Bruder Nail arbeitet.